# Boróvoie (Altai)
|  | Per a altres significats, vegeu «Boróvoie». |

Boróvoie (en rus: Боровое) és un poble del krai de l'Altai, a Rússia, que el 2013 tenia 388 habitants.